# Museu da Guerra da Estónia

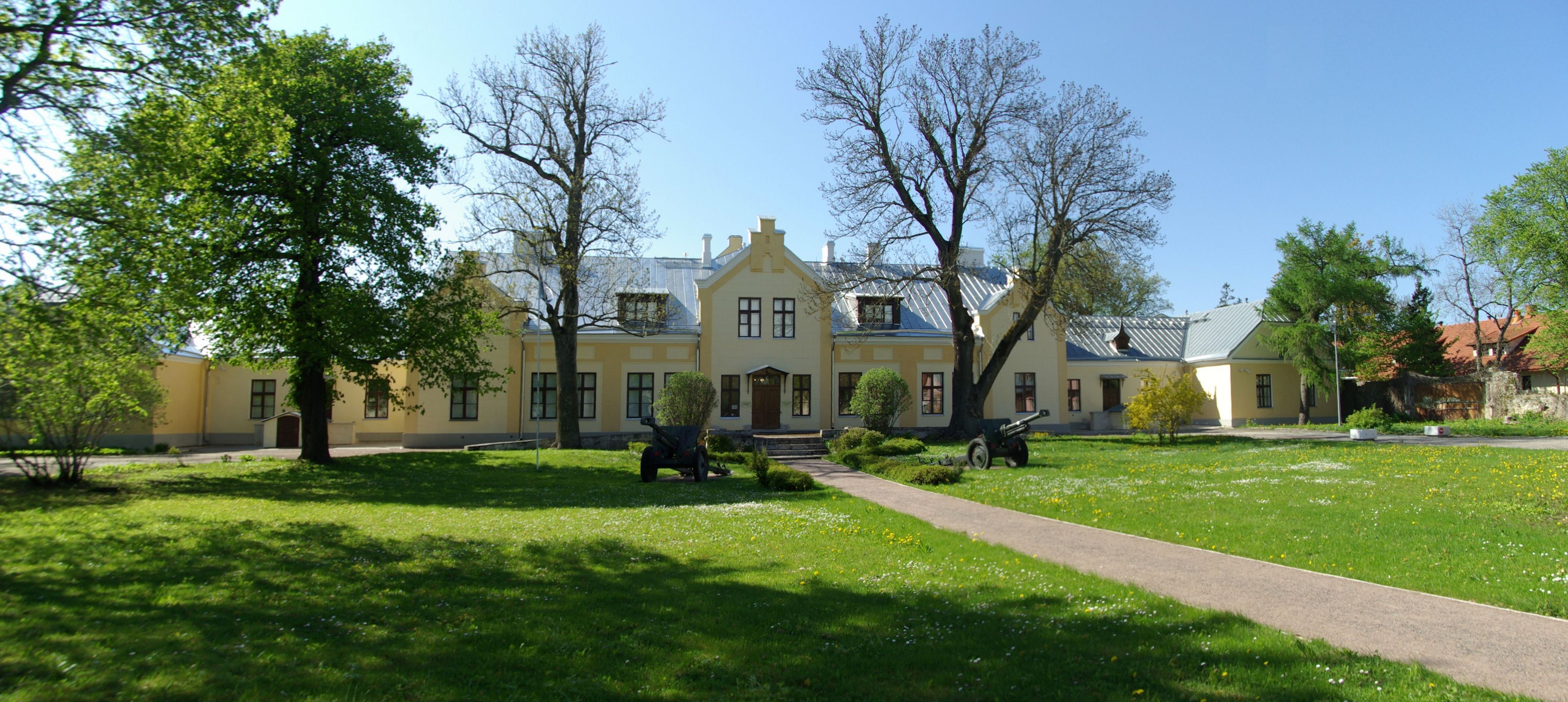
O museu está localizado na antiga mansão Viimsi

O Museu da Guerra da Estónia - Museu General Laidoner é um museu de guerra em Viimsi, na Estónia. O museu é dedicado à história militar da Estónia. O nome do museu é uma homenagem ao general estoniano Johan Laidoner.
O museu foi fundado em 1919 como Museu da Guerra da Independência da Estónia. No momento em que foi estabelecido a Guerra da Independência da Estónia ainda não havia terminado (terminaria em 1920).
Entre 1921 e 1940 o líder do museu foi Taavet Poska. Naquela época, o museu estava localizado na Cidade Velha de Tallinn, na Rua Vene 5. Em 1940, o museu foi encerrado.
Mais de meio século depois, o museu foi restabelecido em 2001.
Devido ao espaço limitado ao redor da mansão Viimsi, o novo local potencial para o museu poderá ser na Fortaleza do Mar de Patarei, em Tallinn.